# Sargus vadoni
Sargus vadoni är en tvåvingeart som först beskrevs av Lindner 1966.  Sargus vadoni ingår i släktet Sargus och familjen vapenflugor.
Artens utbredningsområde är Madagaskar. Inga underarter finns listade i Catalogue of Life.